# Чавдар Тепешанов
Чавдар Тепешанов е български писател и художник.

## Биография
Роден на 2 май 1946 година в село Долна Диканя, Пернишка област. Завършва архитектура.
Работи в Института по строителна кибернетика. От 1972 до 1989 г. работи в МВР – Шесто управление на Държавна сигурност, а две години след това е митничар на ГКПП Калотина,
където се пенсионира. От 1989 г. публикува редица статии, есета и дописки, които имат отношение към органите на бившата Държавна сигурност и в частност – Шесто управление.

## Книги
- Отровата ДС, изд. „Меридиан – прес“, 1993 г., 215 страници
- Полетът на влечугите, поезия
- Спасен от изгрева, поезия
- Самодивски цветя, поезия
- Невидим огън – 1980 г.
- Нестинарски стъпки – 1985 г.
- Сърцето на камъка – 1989 г.
- Паякът, криминална новела – 1990 г.
- Жито за жътва – 1998 г.
- Разпети понеделник – 2004 г.
- Полет в бездната – 2006 г.

## Изложби
Има 17 свои самостоятелни изложби из цяла България.